# وستچستر (فلوریدا)
وستچستر (به انگلیسی: Westchester) یک منطقهٔ مسکونی در ایالات متحده آمریکا است که در شهرستان میامی-دید، فلوریدا واقع شده‌است. وستچستر ۱۰٫۴ کیلومتر مربع مساحت و ۳۰٬۲۷۱ نفر جمعیت دارد و ۱ متر بالاتر از سطح دریا واقع شده‌است.